# US Ouakam
Union Sportive de Ouakam ist ein senegalesischer Fußballverein aus Dakar. Aktuell spielt der Verein in der höchsten Liga des Landes, der Senegal Premier League.

## Geschichte
US Ouakam wurde im Jahr 1951 von El Hadji Moussa Diagne gegründet und hat sich über viele Jahre in der höchsten Spielklasse des senegalesischen Fußballs etabliert. Heute zählt US Ouakam zu den renommiertesten Fußballmannschaften in Senegal trotz der anfänglich begrenzten finanziellen und wirtschaftlichen Möglichkeiten.
Sein Aufstieg zu einem der besten Vereine in Senegal wurde durch viele Probleme erschwert, beispielsweise musste man die Saison 1962/63 aussetzen und anschließend in der zweiten Liga wieder anfangen. Hier spielte US Ouakam eine überragende Saison, die Mannschaft gewann sämtliche Pflichtspiele, der sofortige Wiederaufstieg war damit frühzeitig gesichert. Die Krönung für ihre überragende Saison war der Gewinn des Pokals im Jahr 1964.
In den Jahren 1989 und 2006 konnte der Verein ebenfalls den Pokal gewinnen, im Jahr 2011 wurden sie erstmals Meister. Der Club ermöglichte vielen Spielern wie z. B. Pape Diakhaté, Guirane N’Daw oder Baye Oumar Niasse den Sprung nach Europa, insbesondere nach Frankreich.
2018 stieg der Verein dann aus der Senegal Premier League in die Zweitklassigkeit ab.

## Erfolge
- Senegalesischer Meister: 2011
- Senegalesischer Pokalsieger: 1964, 1989, 2006